# Binmaley
Binmaley là một đô thị hạng 1 ở tỉnh Pangasinan, Philippines. Theo điều tra dân số năm 2007, đô thị này có dân số 76.214 người trong 13.415 hộ.

## Barangay
Binmaley được chia thành 33 barangay. 
| - Amancoro - Balagan - Balogo - Basing - Baybay Lopez - Baybay Polong - Biec - Buenlag - Calit - Caloocan Dupo - Caloocan Norte | - Caloocan Sur - Camaley - Canaoalan - Dulag - Gayaman - Linoc - Lomboy - Nagpalangan - Malindong - Manat - Naguilayan | - Pallas - Papagueyan - Parayao - Poblacion - Pototan - Sabangan - Salapingao - San Isidro Norte - San Isidro Sur - Santa Rosa - Tombor |